# Raggi Fotonici
I Raggi Fotonici sono un gruppo musicale italiano specializzato in colonne sonore e sigle di cartoni animati formato da Mirko Fabbreschi, Laura Salamone e Dario Sgrò.

## Storia
I Raggi Fotonici sono la "cartoon band" più longeva nella storia delle sigle tv tanto da aver operato continuativamente in questo genere per oltre vent'anni. Prima di affermarsi come band specializzata in sigle e musica per ragazzi, il gruppo a metà degli anni novanta inizia come cover band di sigle di cartoni animati ma vede la sua nascita ufficiale (con il nome attuale) nel 1996.
Nel 1999 realizzano il loro primo lavoro originale per una TV locale del Lazio, la sigla di un programma intitolato Spazio Manga.
Pochi anni dopo raggiungono il circuito delle televisioni nazionali con la realizzazione della sigla del cartone animato SuperDoll Rika-chan per Rai 2.
Negli anni successivi intensificano la loro attività compositiva nel settore dell'animazione, lavorando per Rai 2, Rai Gulp, Rai Futura, Rai YoYo, Rai 4, Sky, per Disney Channel, Cartoon Network, Nick Jr., Cartoonito, K2, Frisbee, DeA Kids, Fox Italia, Boing, Dynit, Eagle Pictures, Notorious Pictures e per Netflix.
Dal 2000 al 2016 incidono complessivamente 7 Lp con brani inediti e alcune reinterpretazioni, cinque singoli, il secondo dei quali (Vivo in una gabbia) realizzato come colonna sonora della Pubblicità Progresso contro l'abbandono degli animali, musiche per la pubblicità e ovviamente numerose sigle di cartoni animati e programmi tv per ragazzi. Per il programma "Cucciolito Show", prodotto da Turner Entertainment e Mediaset ed in onda sul canale Cartoonito tra il 2016 e il 2017, la band realizza sia la sigla che le musiche originali interne allo show.
Nel 2014 collaborano con la cantautrice Valeria Rossi a La canzone di Peppa dedicata all'eroina dei cartoni Peppa Pig.
Sempre nel 2014 realizzano la colonna sonora italiana della pellicola L'ape Maia - Il film che contiene i brani "L'Ape Maia", "La canzone di Flip" e "Maia Dance". Ma per il cinema collaborano anche alle colonne sonore delle pellicole Vicky il vichingo del 2009, de Postino Pat - Il film e dell'horror Cub - Piccole prede del 2014, di Natale all'improvviso del 2015, di Barbie Dreamtopia e di In questo angolo di mondo del 2017.
Il 30 ottobre 2016 il festival Lucca Comics & Games decide di celebrare i venti anni di attività della band con lo show "Un viaggio lungo 20 anni" in cui viene registrato anche l'omonimo CD, il primo disco live della band.
Grazie alla collaborazione con Cartoon Network, la band scrive e realizza la canzone ufficiale della serie Lo straordinario mondo di Gumball. Il brano si intitola Sono Gumball ed è cantato da Mirko Fabbreschi, che anche all'interno della serie presta la voce al celebre gatto blu, e vede la partecipazione dei doppiatori Maura Cenciarelli (voce italiana di Darwin) e Mino Caprio (voce italiana di Richard). La canzone viene lanciata il 5 aprile 2018 sia sui canali web di Cartoon Network che in rotazione su Sky.

## Altre attività
Il gruppo ha condotto il programma Cosplayers in onda sul canale musicale di Sky Music Box, partecipato ai programmi L33T su Rai Due e MegaGulp su Rai Gulp, è testimonial di campagne sociali per Peta, Animalisti Italiani, Protezione Animali, Associazione Bambini nella Foresta, ha realizzato la commedia musicale "SuperGigi, ovvero le avventure di un supereroe ecologista" e ideato il progetto "Cartoni Animali".
I Raggi Fotonici hanno anche fondato l'Associazione Culturale "Gente di Cartoonia" con lo scopo di promuovere la cultura dei fumetti e dei cartoon in ogni sua forma ed espressione.
Nel 2011 la band ha infine promosso e ideato il collettivo "Cartoon Heroes", un supergruppo formato da alcuni tra i più rappresentativi cantanti di sigle tv originali dagli anni Settanta ad oggi, con l'intento di celebrare il genere "sigla" in Italia. Il nucleo originario è composto da Mirko Fabbreschi, Laura Salamone, Dario Sgrò, Clara Serina (Cavalieri del Re), Douglas Meakin (Superobots e Rocking Horse), Arnaldo Capocchia (Superobots e Rocking Horse), Claudio Maioli (Spectra), Giacomo Vitullo (Spectra), Maura Cenciarelli (I Nostri Figli), Manuela Cenciarelli (I Nostri Figli). "Cartoon Heroes" è anche il nome del primo lavoro discografico del gruppo, distribuito nei mesi di luglio, agosto e settembre 2011 grazie alla rivista mensile Split. Sempre con lo stesso titolo nel 2012 Mirko Fabbreschi e Fabio Bartoli pubblicano un libro edito da Kappalab intitolato Cartoon Heroes - Gli artisti di trent'anni di sigle tv che racconta la storia del "genere sigla" in Italia. In allegato al libro è un CD del collettivo musicale Cartoon Heroes in cui gli interpreti originali cantano i loro brani riproponendoli in versione acustica.
Nel 2014 Mirko Fabbreschi pubblica il libro Carta Canta, quando i fumetti diventano canzoni contenente anche il disco omonimo suonato dai Raggi Fotonici ed un fumetto disegnato da Vanessa Cardinali, su sceneggiatura di Manuel Pace e soggetto dello stesso Fabbreschi.
Dal libro viene tratto uno spettacolo teatrale per la regia di Gianni Aureli, che vede protagonisti i Raggi Fotonici in versione estesa, due attori e alcuni disegnatori che si avvicendano sul palco realizzando dal vivo delle illustrazioni relative alle canzoni di cui si compone lo spettacolo. Carta Canta è stato presentato all'Auditorium Parco della Musica di Roma il 21 marzo 2015, con Fabrizio Mazzotta e Cristina Poccardi in veste di attori e fra i disegnatori Passepartout, Federica Salfo, Mauro Laurenti, Pietro Vanessi, Pino Rinaldi e Marco Cosentino.
Il 19 Settembre 2015, in Piazza del Popolo a Roma, suonano sul palco dell'Animal Day Live, la prima giornata internazionale a sostegno dei diritti degli animali insieme ad artisti come Spagna, Rocco Siffredi, Kutso, Romina Power, Massimo Di Cataldo, Vladimir Luxuria, Fiordaliso, Pier Cortese e tanti altri. A Dicembre dello stesso anno, sempre per Animal Aid, partecipano alla registrazione del brano "Tu Vivrai" interpretato da un collettivo di artisti animalisti tra cui Franca Valeri, Roberta Orrù, Carolina Rey, Marco Di Buono, Sara Galimberti, Daniela Poggi. La band torna anche nel 2016 a rappresentare il mondo dei cartoni animati sul palco dell'Animal Aid di Piazza del Popolo a Roma, unendo la propria voce a quella di Enrico Montesano, Demo Morselli, Alex Zanardi, Tullio Solenghi e molti altri, in favore del rispetto per tutti gli animali.
Nel 2018 sono stati ospiti della Fiera del fumetto "Pontecomix", svoltasi nel tabacchificio Centola di Pontecagnano Faiano il 17 ed il 18 Novembre. In questa fiera si sono esibiti con due show diversi in entrambi i giorni della manifestazione. Il primo show, denominato "Gente di Cartoonia lo show dei cartoni animati" è stato presentato il primo giorno, mentre a chiusura della manifestazione si sono esibiti come "Raggi Fotonici & Friends" insieme a Luigi Lopez.

## Formazione

### Attuale[2]
- Mirko Fabbreschi - voce e tastiere
- Laura Salamone - voce e tastiere
- Dario Sgrò - chitarra e cori

### Altri membri
- Alessandro Accardi - batteria
- Laura Piccinetti - basso e cori
- Luca Benvenuto - pianoforte
- Lorenzo De Angelis - chitarra ritmica

### Membri precedenti[20]
- Costanza Cruillas - basso
- Alessio Santoni - batteria
- Augusto Zanonzin - batteria
- Salvatore Arrabito - chitarra e cori
- Gabriele Lopez - chitarra e cori

## Discografia

### Album in studio
- 2001 - Supereroi
- 2007 - Gente di Cartoonia
- 2010 - Cartoni animali
- 2011 - Cartoon Heroes, gli eroi delle sigle tv
- 2012 - Cartoon Heroes[Stesso titolo del precedente, non sarà una ristampa?]

### Raccolte
- 2006 - Random Robot - Le nuove sigle dei cartoni animati
- 2014 - Carta canta, quando i fumetti diventano canzoni
- 2017 - Un viaggio lungo 20 anni

### EP
- 2015 - Sacro e profano

### Singoli
- 2003 - Divento Verde
- 2005 - Romics
- 2006 - Vivo in una gabbia
- 2013 - Apri la Mente (sigla di Digimon Fusion Battles)
- 2014 - La canzone di Peppa (con Valeria Rossi)
- 2019 - L'Unica Cosa Che So (Battle Spirits Sword Eyes Gekitouden) (バトルスピリッツソードアイズ激闘伝)

### Partecipazioni
- 2000 - AA.VV. 1º Maggio a Piazza Navona
- 2000 - AA.VV. Non bombe ma solo caramelle
- 2015 - AA.VV. Digimon & Co.

## Videografia
- 2005 - AA.VV: Una notte in Italia